# Cirolana (Anopsilana) cubensis
Cirolana (Anopsilana) cubensis is een pissebed uit de familie Cirolanidae. De wetenschappelijke naam van de soort is voor het eerst geldig gepubliceerd in 1903 door Hay.